# Ilko Hutník
Ilko Hutník (11. srpna 1918 Trostěnice – 2. dubna 1990 Třebíč) byl český voják a železničář. V druhé světové válce bojovala ve stejné jednotce jako on i jeho budoucí manželka Marie Hutníková.

## Biografie
Ilko Hutník se narodil v roce 1918 v Trostěnici na Zakarpatské Ukrajině, jeho otec byl lesník, matka v domácnosti. Brzy po narození Ilka Hutníka mu zemřeli oba rodiče a tak on i jeho sourozenci měli složité dětství. Roku 1938 se vyučil v Mukačevě kovářem a následně nastoupil do československé armády, kdy byl přidělen do Košic, tam působil až do rozpuštění armády v březnu 1939. Po rozpuštění armády se nechtěl vrátit zpět na okupované Zakarpatí a tak odešel do Polska, kde byl spolu s dalšími 75 lidmi internován až do příchodu sovětských vojsk. Sověti jej převezli do internace do pracovního tábora ve Starobělsku a následně do pracovního tábora ve Vladivostoku.
Roku 1942 vstoupil do československé vojenské jednotky v Buzuluku a nastoupil na dělostřelecký a spojařský výcvik. Bojoval v 1. československém armádním sboru, mimo jiné i v Dukelském průsmyku, kde byl těžce zraněn. Byl umístěn do nemocnice v Baku a následně ve Tbilisi. I přes uznanou invaliditu požádal o zpětné zařazení do armády, byl převelen do Humenného, kde působil jako polní četník. Brzy se však vrátil zpět do 1. československého armádního sboru, kde působil opět jako spojař a 10. května 1945 projel s jednotkou vítězně i Třebíčí.
Po skončení druhé světové války obdržel Československý válečný kříž 1939, medaili Za pobědu nad Germanijej a další vyznamenání. Také nastoupil do osobní stráže generála Ludvíka Svobody (bojovali spolu ve stejné jednotce), ale roku 1946 pak byl propuštěn z armády. Nastoupil jako dozorce do věznici v Plzni-Borech a roku 1948 byl propuštěn vzhledem ke své invaliditě. V roce 1951 se přestěhoval do Třebíče, kde pracoval u dráhy jako dělník a později i průvodčí či vlakvedoucí. Zemřel v roce 1990.